# Ammophila arnaudi
Ammophila arnaudi là một loài côn trùng cánh màng trong họ Sphecidae, thuộc chi Ammophila. Loài này được Tsuneki miêu tả khoa học đầu tiên năm 1976.